# Cape Child
Das Cape Child ist ein isoliertes Kap im Amery-Schelfeis vor der Küste des ostantarktischen Mac-Robertson-Lands. Es liegt unmittelbar nördlich des Nella Rim.
Laut den Angaben im Verzeichnis des Scientific Committee on Antarctic Research gaben russische Wissenschaftler dem Objekt seinen Namen.